# 로양
《로양》(Loyang)은 윤이상이 1962년에 작곡한 작품으로(1964년에 개정), 실내 합주단을 위해 쓰여졌다. 대한민국과 중국 궁중음악의 요소를 담고 있으며, 윤이상을 세계적으로 알린 작품이다. 1982년 9월 24일, 세종문화회관에서 하인츠 홀리거가 연주한 바 있다.

## 악기 편성
플루트, 오보에, 클라리넷, 바순, 하프, 타악기2, 바이올린, 첼로(현악 독주 또는 2명)